# 城巴N90線
城巴N90線是香港島一條來往海怡半島及中環（港澳碼頭）的通宵巴士路線，為鴨脷洲居民提供來往灣仔、金鐘及中環的通宵服務。本線與N72為港島區內首2條通宵巴士路線，本線在於凌晨後首2小時需求最大，屬90之特別班次，可謂是港鐵南港島線的通宵版本，因為其服務範圍包括南港島線沿途大部分車站。

## 歷史
- 1994年8月25日，當日凌晨投入服務，是首批港島區常規通宵巴士路線，本線初時總站設於中環（交易廣場），並提供免費相互轉乘N72以來往華貴邨、田灣、香港仔、銅鑼灣（後來也包括北角和鰂魚涌）的服務，初時方式為當巴士抵達香港仔隧道收費廣場站時，會讓轉車乘客免費過車。
- 約1995年，後遷往畢打街。
- 1997年4月21日，延長至中環（港澳碼頭）。
- 2002年4月28日，為免車長難以分辨是否真正轉車乘客，改為使用八達通提供免費轉乘優惠，以解決轉車混亂問題。同日起，提供與城巴通宵路線N11、N962、N969提供八達通轉乘優惠，方便深宵來往港島南區至東涌／機場、新界西區的乘客。
- 2012年1月9日：南區總站遷往鴨脷洲邨，以配合港鐵南港島綫工程進行。
- 2015年3月16日：於服務詳情表層面停止作為獨立路線，改為隸屬日間服務90線之特別班次。
- 2016年8月6日：南區總站遷回海怡半島[1]。
- 2018年3月26日：增設實時抵站時間查詢服務。
- 2021年1月7日：大幅削減班次至25-30分鐘一班。[2]

## 服務時間（詳細班次）
| 每日海怡半島開 | 每日海怡半島開 | 每日海怡半島開 | 每日海怡半島開 |
| -------------- | -------------- | -------------- | -------------- |
| 00:10          | 00:35          | 01:00          | 01:25          |
| 01:50          | 02:15          | 02:40          | 03:05          |
| 03:30          | 04:00          | 04:30          | 05:00          |

| 每日中環（港澳碼頭）開 | 每日中環（港澳碼頭）開 | 每日中環（港澳碼頭）開 | 每日中環（港澳碼頭）開 |
| ---------------------- | ---------------------- | ---------------------- | ---------------------- |
| 00:30                  | 00:55                  | 01:20                  | 01:45                  |
| 02:10                  | 02:40                  | 03:10                  | 03:40                  |
| 04:10                  | 04:40                  | 05:10                  | 05:40                  |

- 本線與N72線班次經特別調校，使兩線巴士能於相若時間抵達香港仔隧道收費廣場巴士站，以方便乘客轉乘。

## 收費
全程：$10.2
- 過香港仔隧道後往中環（港澳碼頭）／海怡半島：$7.4
- 軍器廠街往海怡半島：$9.2

| - 本線設有12歲以下小童及65歲或以上長者半價優惠。 - 65歲或以上香港居民使用「樂悠咭」，以及12歲以下合資格殘疾兒童使用「殘疾人士身份」個人八達通繳付車資，均可享有每程$2.0或半價（以較低者為準）的票價優惠；12至64歲合資格殘疾人士使用「殘疾人士身份」個人八達通（包括「樂悠咭」），以及60至64歲香港居民使用「樂悠咭」繳付車資，均可享有每程$2.0或全費（以較低者為準）的票價優惠。 - 65歲或以上長者如使用長者或一般個人八達通繳付車資，則只可享有半價優惠；12至64歲合資格殘疾人士如不使用「殘疾人士身份」個人八達通，以及60至64歲人士如不使用「樂悠咭」繳付車資，必須繳付全費。 - 乘客可以現金或八達通於上車時付款，不設找續。 - 每位成人乘客可免費攜帶最多兩名4歲以下而不佔座位的兒童乘客乘車，超額之4歲以下小童必須繳付小童車費乘車。 - 九龍巴士、城巴及龍運巴士全職員工及家屬（不包括外判職員）可免費乘搭本路線，惟必須拍職員或職員家屬八達通。 - 乘客亦可使用AlipayHK「易乘碼」、支付寶、WeChatHK／微信支付「搭車碼」、銀聯雲閃付「乘車碼」及BOC Pay「乘車碼」、具有感應式支付功能的VISA、Mastercard及銀聯卡，以及Apple Pay、Google Pay及Samsung Pay流動支付平台繳付車資。使用此支付方式的乘客可享有中途下車之分段收費，以及與其他城巴獨營路線或聯營線城巴班次之轉乘優惠，惟不適用於與非城巴路線之轉乘優惠。乘客亦不能享有「公共交通費用補貼計劃」及「長者及合資格殘疾人士公共交通票價優惠計劃」。 |

### 八達通轉乘優惠
乘客登上本線後指定時間內以同一張八達通卡轉乘以下路線，或從以下路線登車後指定時間內以同一張八達通卡轉乘本線，次程可獲車資折扣優惠：
N90←→N72，次程車資全免，轉乘時限為90分鐘，於香港仔隧道收費廣場轉乘
- N90往中環 ←→ N72往鰂魚涌
- N72往華貴邨 ←→ N90往海怡半島

N90←→N11、N962、N969，轉乘時限為120分鐘
- N90往中環 → N11、N962或N969往新界，回贈首程車資
- N11、N962或N969往港島 → N90往海怡半島，次程車資全免

## 使用車輛
現時行走N90線的車輛多為富豪B9TL 11米（95XX）及亞歷山大丹尼士Enviro 500 MMC 11.3米/12米（8320-8506、91XX）。

## 行車路線
海怡半島開經：怡南路、鴨脷洲橋道、鴨脷洲徑、利東邨道、鴨脷洲徑、鴨脷洲橋道、黃竹坑道、香港仔隧道、黃泥涌道、摩理臣山道、天樂里、軒尼詩道、金鐘道、德輔道中、禧利街、干諾道中及港澳碼頭通道。
中環（港澳碼頭）開經：港澳碼頭通道、干諾道中、林士街、德輔道中、金鐘道、軒尼詩道、分域街、莊士敦道、灣仔道、摩理臣山道、黃泥涌道、香港仔隧道、黃竹坑道、鴨脷洲橋道、鴨脷洲徑、利東邨道、鴨脷洲徑、鴨脷洲橋道及怡南路。

### 沿線車站

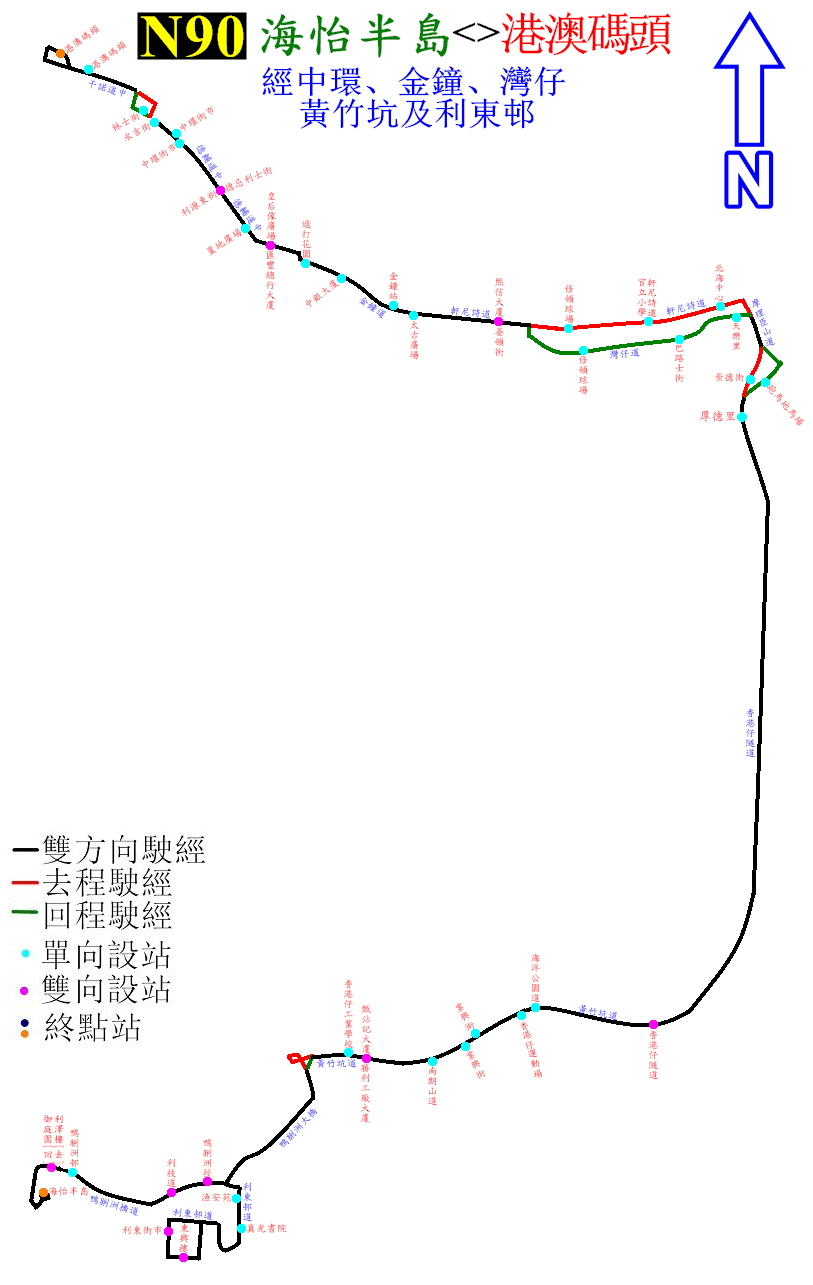
N90線的走線圖

| 海怡半島開 | 海怡半島開           | 海怡半島開               | 中環（港澳碼頭）開 | 中環（港澳碼頭）開   | 中環（港澳碼頭）開       |
| 序號       | 車站名稱             | 位置                     | 序號               | 車站名稱             | 位置                     |
| ---------- | -------------------- | ------------------------ | ------------------ | -------------------- | ------------------------ |
| 1          | 海怡半島             | 海怡半島公共運輸交匯處   | 1                  | 中環（港澳碼頭）     | 中環（港澳碼頭）巴士總站 |
| 2          | 鴨脷洲邨利澤樓       | 鴨脷洲橋道               | 2                  | 港澳碼頭             | 干諾道中                 |
| 3          | 鴨脷洲邨             | 鴨脷洲橋道               | 3                  | 林士街               | 德輔道中                 |
| 4          | 利枝道               | 鴨脷洲橋道               | 4                  | 中環街市             | 德輔道中                 |
| 5          | 鴨脷洲徑             | 鴨脷洲橋道               | 5                  | 德忌利士街           | 德輔道中                 |
| 6          | 利東邨東興樓         | 利東邨道                 | 6                  | 皇后像廣場           | 德輔道中                 |
| 7          | 利東街市             | 利東邨道                 | 7                  | 遮打花園             | 德輔道中                 |
| 8          | 漁安苑               | 利東邨道                 | 8                  | 金鐘站               | 金鐘道                   |
| 9          | 香港仔工業學校       | 黃竹坑道                 | 9                  | 軍器廠街             | 軒尼詩道                 |
| 10         | 甄沾記大廈           | 黃竹坑道                 | 10                 | 修頓球場             | 莊士敦道                 |
| 11         | 業興街               | 黃竹坑道                 | 11                 | 巴路士街             | 灣仔道                   |
| 12         | 黃竹坑遊樂場         | 黃竹坑道                 | 12                 | 天樂里               | 灣仔道                   |
| 13         | 香港仔隧道巴士轉乘站 | 黃竹坑道                 | 13                 | 跑馬地馬場           | 摩理臣山道               |
| 14         | 厚德里               | 黃泥涌道                 | 14                 | 香港仔隧道巴士轉乘站 | 黃竹坑道                 |
| 15         | 崇德街               | 摩理臣山道               | 15                 | 黃竹坑遊樂場         | 黃竹坑道                 |
| 16         | 北海中心             | 軒尼詩道                 | 16                 | 業興街               | 黃竹坑道                 |
| 17         | 軒尼詩道官立小學     | 軒尼詩道                 | 17                 | 南朗山道             | 黃竹坑道                 |
| 18         | 修頓球場             | 軒尼詩道                 | 18                 | 勝利工廠大廈         | 黃竹坑道                 |
| 19         | 晏頓街               | 軒尼詩道                 | 19                 | 香港真光書院         | 利東邨道                 |
| 20         | 太古廣場             | 金鐘道                   | 20                 | 利東邨東興樓         | 利東邨道                 |
| 21         | 中銀大廈             | 金鐘道                   | 21                 | 利東街市             | 利東邨道                 |
| 22         | 匯豐總行大廈         | 德輔道中                 | 22                 | 鴨脷洲徑             | 鴨脷洲橋道               |
| 23         | 置地廣場             | 德輔道中                 | 23                 | 利枝道               | 鴨脷洲橋道               |
| 24         | 利源東街             | 德輔道中                 | 24                 | 御庭園               | 鴨脷洲橋道               |
| 25         | 中環街市             | 德輔道中                 | 25                 | 海怡半島             | 海怡半島公共運輸交匯處   |
| 26         | 永吉街               | 德輔道中                 |                    |                      |                          |
| 27         | 中環（港澳碼頭）     | 中環（港澳碼頭）巴士總站 |                    |                      |                          |

## 外部連結
- 城巴N90線 （页面存档备份，存于）